# عبدالله قراگزلو شجاعی
عبدالله قراگزلو شجاعی سیاست‌مدار ایرانی بود، که در دوره بیست و چهارم مجلس شورای ملی بعنوان نماینده بهار از استان همدان در مجلس شورای ملی حضور داشت.